# Eparchia di Newton
L'eparchia di Newton (in latino: Eparchia Neotoniensis Graecorum Melkitarum) è una sede della Chiesa cattolica greco-melchita negli Stati Uniti d'America immediatamente soggetta alla Santa Sede. Nel 2021 contava 30.000 battezzati. È retta dall'eparca François Beyrouti.

## Territorio

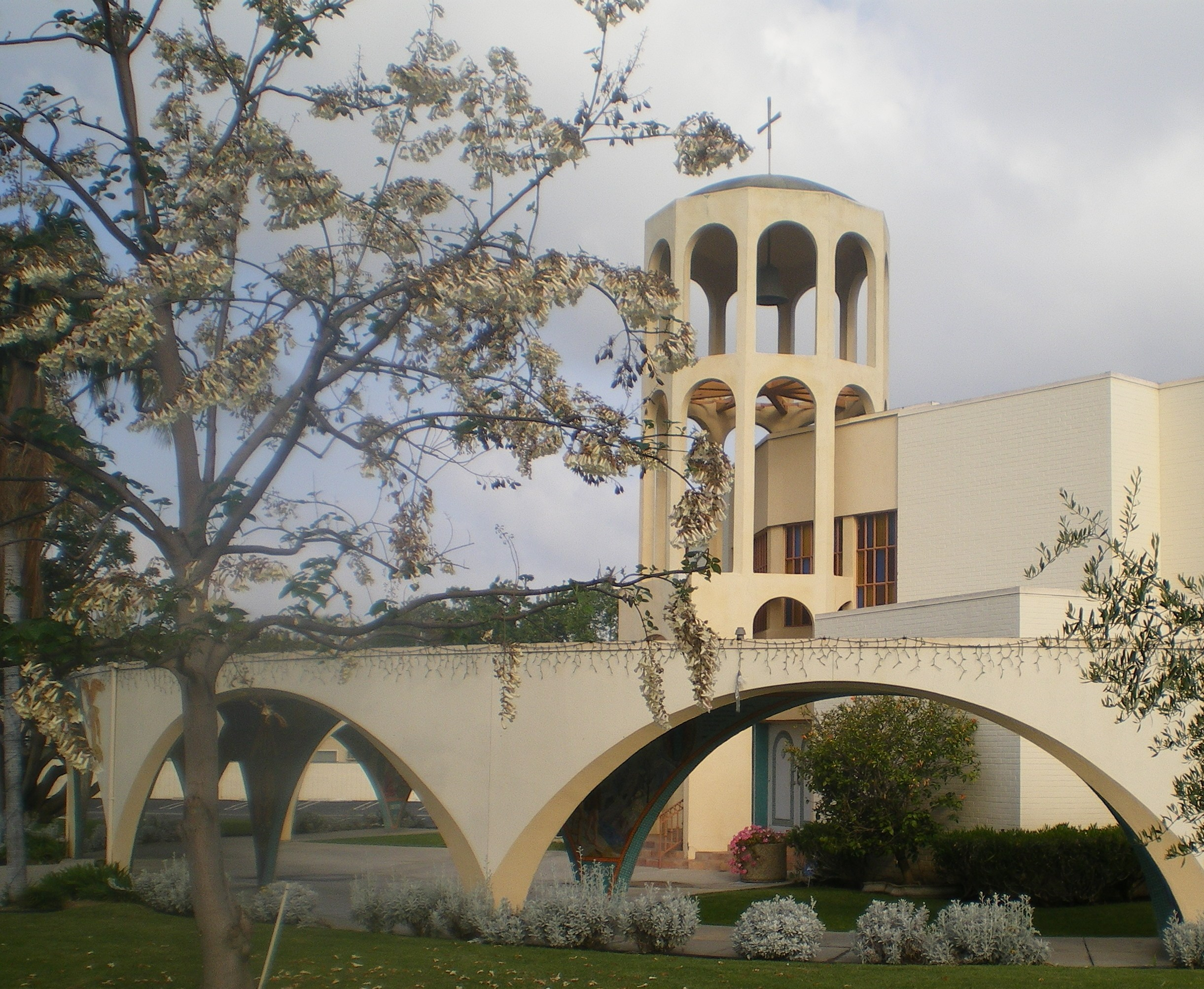
La concattedrale di Sant'Anna a Los Angeles.

L'eparchia comprende tutti i fedeli della Chiesa cattolica greco-melchita negli Stati Uniti d'America.
Sede eparchiale è Newton, presso Boston, dove si trova la cattedrale di Nostra Signora dell'Annunciazione; a Los Angeles sorge la concattedrale di Sant'Anna.
Il territorio è suddiviso in 46 parrocchie.

## Storia
La prima comunità greco-melchita cattolica si è costituita a New York nel 1889, seguita l'anno successivo dalla comunità di Boston.
Il crescente numero di fedeli melchiti provenienti da diversi Paesi arabi determinò la costituzione di una circoscrizione ecclesiastica.
L'esarcato apostolico degli Stati Uniti d'America per i fedeli melchiti fu eretto il 10 gennaio 1966 con la bolla Byzantini Melkitarum di papa Paolo VI.
Il 28 giugno 1976 in forza della bolla Cum apostolicum dello stesso papa Paolo VI l'esarcato è stato elevato ad eparchia e ha assunto il nome attuale.
Il 2 novembre 2008, alla presenza del patriarca Gregorio III Laham, è stato celebrato il primo centenario della cattedrale eparchiale.
Il 27 febbraio 2015 con il decreto Cum urbs Angelorum della Congregazione per le Chiese orientali la chiesa di Sant'Anna di Los Angeles è divenuta concattedrale dell'eparchia.

## Cronotassi dei vescovi
Si omettono i periodi di sede vacante non superiori ai 2 anni o non storicamente accertati.
- Justin Abraham Najmy, B.A. † (27 gennaio 1966 - 11 giugno 1968 deceduto)
- Joseph Elias Tawil † (30 ottobre 1969 - 2 dicembre 1989 ritirato)
- Ignatius Ghattas, B.S. † (2 dicembre 1989 - 11 ottobre 1992 deceduto)
- John Adel Elya, B.S. † (25 novembre 1993 - 22 giugno 2004 ritirato)
- Cyrille Salim Bustros, S.M.S.P. (22 giugno 2004 - 15 giugno 2011 nominato arcieparca di Beirut e Jbeil)
- Nicholas James Samra (15 giugno 2011 - 20 agosto 2022 ritirato)
- François Beyrouti, dal 20 agosto 2022

## Statistiche
L'eparchia nel 2021 contava 30.000 battezzati.
| anno | popolazione | popolazione | popolazione | presbiteri | presbiteri | presbiteri | presbiteri                | diaconi | religiosi | religiosi | parrocchie |
| anno | battezzati  | totale      | %           | numero     | secolari   | regolari   | battezzati per presbitero | diaconi | uomini    | donne     | parrocchie |
| ---- | ----------- | ----------- | ----------- | ---------- | ---------- | ---------- | ------------------------- | ------- | --------- | --------- | ---------- |
| 1966 | 50.000      | ?           | ?           | 30         | 30         |            | 1.666                     |         |           |           | 22         |
| 1976 | 48.300      | ?           | ?           | 47         | 25         | 22         | 1.027                     | 7       | 27        | 6         | 27         |
| 1980 | 22.358      | ?           | ?           | 59         | 33         | 26         | 378                       | 10      | 38        | 4         | 32         |
| 1990 | 26.100      | ?           | ?           | 63         | 43         | 20         | 414                       | 20      | 27        | 3         | 40         |
| 1999 | 27.500      | ?           | ?           | 60         | 41         | 19         | 458                       | 30      | 22        | 3         | 35         |
| 2000 | 27.629      | ?           | ?           | 59         | 42         | 17         | 468                       | 29      | 17        | 3         | 35         |
| 2001 | 27.934      | ?           | ?           | 59         | 42         | 17         | 473                       | 31      | 17        | 3         | 35         |
| 2002 | 28.026      | ?           | ?           | 60         | 44         | 16         | 467                       | 36      | 16        | 3         | 35         |
| 2003 | 29.323      | ?           | ?           | 61         | 45         | 16         | 480                       | 36      | 16        | 3         | 35         |
| 2004 | 29.024      | ?           | ?           | 60         | 45         | 15         | 483                       | 39      | 15        | 3         | 35         |
| 2009 | 26.704      | ?           | ?           | 64         | 50         | 14         | 417                       | 49      | 16        | 5         | 35         |
| 2010 | 25.000      | ?           | ?           | 68         | 54         | 14         | 367                       | 54      | 15        | 5         | 42         |
| 2013 | 24.000      | ?           | ?           | 63         | 50         | 13         | 380                       | 40      | 16        | 5         | 43         |
| 2016 | 23.342      | ?           | ?           | 67         | 53         | 14         | 348                       | 64      | 16        | 4         | 41         |
| 2019 | 22.000      | ?           | ?           | 68         | 56         | 12         | 323                       | 61      | 13        | 3         | 43         |
| 2021 | 30.000      | ?           | ?           | 61         | 58         | 3          | 491                       | 61      | 7         | 2         | 46         |